# 圣多美和普林西比国旗
聖多美和普林西比國旗（葡萄牙語：Bandeira de São Tomé e Príncipe）由三條分別為綠色、黃色和綠色的橫條，以及一個位於旗幟左方的紅色等腰三角形組成，而黃色橫條上亦有兩顆五角黑星。該旗於1975年聖多美和普林西比民主共和國自葡萄牙共和國獲得獨立後採用，以取代殖民地時期所使用的葡萄牙國旗，並自此成為該國的官方旗幟。該國國旗的設計靈感源自聖多美和普林西比解放運動党（, MLSTP）的旗幟，而這兩面旗幟也幾乎相同。

## 歷史

聖多美和普林西比解放運動党（Movimento de Libertação de São Tomé e Príncipe, MLSTP）的旗幟

聖多美和普林西比解放運動党（Movimento de Libertação de São Tomé e Príncipe, MLSTP）的旗幟之二

葡萄牙人在16世紀佔領聖多美島和普林西比島，並隨後把這兩個島嶼納入葡萄牙帝國範圍內。4個世紀後，一場於1953年發生的巴特帕（Batepá）大屠殺不但喚起了民族主義思想以及引發隨後的獨立鬥爭，也導致一個爭取獨立的政治組織聖多美和普林西比解放運動在7年後成立。當時由獨裁者薩拉查領導的葡萄牙政府拒絕承認該組織和繼續與解放運動作戰，這種對立關係直至1974年康乃馨革命爆發後才改變。革命後所組成的新政府決定放棄所有剩餘的殖民地，並承認聖多美和普林西比解放運動為當地的「唯一代表」，以及與該組織一起為獨立路線圖進行談判。雖然在此期間曾有數個全部使用代表泛非洲運動的泛非顏色之國旗設計被提議使用，但最終這些設計建議全部都不被採納，取而代之的是一面據報是由聖多美和普林西比解放運動領導人並後來成為首任聖多美和普林西比總統曼努埃爾·平托·達科斯塔設計的旗幟。最終新國旗於1975年7月12日該國獨立日，或同年11月5日採用。此外，該旗幟與自獨立後便執政至1990年的聖多美和普林西比解放運動之旗幟幾乎相同，雖然該黨在1990年因民主化而失去統治權，但是該國國旗的設計依然保持不變。

## 設計

### 象徵
聖多美和普林西比國旗中，綠色間接提到該國豐富的植物；而黃色除了代表位於熱帶的太陽外，也象徵著當地的主要農作物可可豆。另外紅色不但表示「為了爭取獨立所進行的鬥爭」，亦代表了平等；而位於黃色橫條的兩顆黑色五角星則象徵著組成國家的兩個島嶼：圣多美岛与普林西比岛。
在國家層面上，該國旗的設計靈感來自於聖多美和普林西比解放運動的旗幟，這兩面旗幟除了三條橫條的高度比例不同以外就完全一樣。當中國旗內的三條橫條之高度比例是2比3比2，而解放運動旗幟的三條橫條高度則為相同。此外，黃色、綠色、紅色与黑色均是代表著泛非洲運動的泛非顏色，除圣多美和普林西比外，加纳、几内亚比绍、佛得角（1975至1992年间）这几个非洲国家也使用了相同的国旗色彩组合。

### 類似國旗
聖多美和普林西比國旗與加納國旗和多哥國旗相似，他們的相似之處是這些旗幟均有使用紅色以及同樣把紅色的象徵意義定為「為了爭取獨立所進行的鬥爭」。

## 法律問題
聖多美和普林西比國旗經常被外國商船用作方便船旗，由於該國於出口或旅遊收益上並不足夠，因此政府為了增加收入便容許這種行為繼續存在。縱使當地並沒有任何深水港口，但是在2002年期間則有39艘超大型船隻使用該國國旗。聖多美和普林西比政府於國旗使用管制上的不足讓「不正當的行為」發生，並因此使該國國旗被列入差劣港口管制國的黑名單內。可是隨後因為缺乏船隻使用該旗幟的正式調查，所以他在2004年被劃出黑名單。

## 外部連結
- 世界旗帜网（FOTW）的聖多美和普林西比國旗資訊